# Nagia godfreyi
Nagia godfreyi là một loài bướm đêm trong họ Noctuidae.